# Robert McElroy
Robert McElroy, född 5 februari 1954 i San Francisco, Kalifornien, är en amerikansk kardinal och biskop. Han är sedan 2015 biskop av San Diego. 
Den 29 maj 2022 tillkännagav påve Franciskus att han ämnar upphöja biskop McElroy till kardinal den 27 augusti samma år.
I januari 2025 utnämnde Påven Franciskus honom till ärkebiskop i Washington  Han tillträder detta ämbete den 11 mars 2025.